# 아틀레티코 엑스 마르세유 프로방스
아틀레티코 엑스 마르세유 프로방스(프랑스어: Athlético Aix Marseille Provence)는 프랑스의 축구 구단이다. 마르세유 부슈뒤론주를 연고로 하고 있으며, 1964년 창단되었다. 현재 샹피오나 나시오날 3에 참가하고 있다.